# Badge numérique
 (avril 2017).
Un badge numérique ou insigne numérique (en anglais : digital badge) est un dispositif numérique qui se présente sous forme d’icône et qui est utilisé pour confirmer l'acquisition d’aptitudes, de connaissances ou de compétences, en particulier dans le domaine de l'enseignement en ligne.
Ce concept déjà reconnu sous des formes plus traditionnelles peut servir comme outil de motivation et de récompense et même d’attestation électronique pour un travail ou une activité accomplis par un internaute.

## Appellations
Les badges numériques sont aussi appelés badges numériques ouverts ou badges ouverts (en anglais : open badge).

## Historique
L’origine des badges numériques se trouve dans les badges attribués par les clubs sportifs, les associations de jeux et même le mouvement scout.
Quelques utilisateurs importants des badges numériques sont :
- 2010 - Peer to Peer University (en), en partenariat avec la fondation Mozilla (à l’origine du navigateur Web Firefox) analyse la viabilité des badges ;
- 2012 - la fondation Mozilla lance officiellement ses badges ;
- 2013 - le site ITyPA (Internet, tout y est pour apprendre)[5] compte plus de 2400 étudiants expérimentant la certification au moyen de badges ;
- 2014 - le Collège de Rosemont est la première institution à décerner des badges numériques au Québec
- 2016 - l'Université de Caen-Normandie est pionnière en France[6].

## Fonctionnement
Présentement au Canada, il n’y a pas de règlementation régissant l'attribution de badges numériques.
Les badges ouverts Mozilla sont un système de badges numériques sur lequel la fondation Mozilla a travaillé en collaboration avec la Fondation MacArthur. Ce dispositif a trois fonctions : 
1. décerner aux apprenants des badges pour les connaissances, habiletés et compétences acquises,
2. permettre aux institutions ou aux enseignants de conférer une reconnaissance pour les cours enseignés,
3. certifier le titre délivré et l'afficher sur un CV ou sa page personnelle.

Selon la fondation Mozilla, en plus d'une image symbolique, leurs badges certifient des informations précises (métadonnées), telles que :
- les références de l'émetteur du badge ;
- la date d'émission ;
- les compétences atteintes ;
- une référence d'authentification du badge.

## Acteurs et plateformes
Les émetteurs de badges peuvent être des écoles reconnues, des programmes parascolaires, des cours en ligne ouverts. Ils délivrent ceux-ci selon différents niveaux, certains symboliques et motivationnels, d’autres soumis à des conditions d’obtention plus rigoureuses.
Le standard Open Badges est en développement et est par exemple intégré à Moodle ou à une plateforme de MOOC comme Canvas. Les badges récoltés sont stockés sur le site Mozilla Backpack où chacun peut ouvrir une page.

## Outils - applications
Une firme tout comme une institution d'enseignement peut s'approprier ces insignes, se concocter un design et lui attribuer une valeur interne et personnelle sans qu'elle ait une signification dans le monde extérieur.
Les badges numériques forment un système qui se substitue à une représentation d'un mérite et sert d'attestation électronique de 
l'acquis d'un apprenant. Ils peuvent bonifier un travail tout comme distinguer la participation d'une personne.

### Limitations
Il y a lieu de mettre en place un système de vérification plus rigoureux pour établir des normes d’authentification, un référentiel de crédibilité international certifiant les mérites et les acquis de compétences.
Au-delà du milieu strictement académique, ces insignes servent à reconnaître et à confirmer électroniquement la contribution, ainsi que le niveau de performance d’un individu.

## Apports pédagogiques
En éducation, le concept de récompense et d'attribution de mérite servant à motiver l'apprenant fait partie intégrante de ce que Rolland Viau définit comme la dynamique motivationnelle.
Que ce soit dans le milieu professionnel ou éducationnel, les reconnaissances visent à souligner, à stimuler les efforts et à 
favoriser la motivation intrinsèque de l'apprenant. Les symboles informatiques tout comme les certificats matériels deviennent des outils importants. Les formations en ligne y trouveraient un outil et une référence très pointue par rapport au contexte de formation.

### Innovation
Présentement, la vitrine technologique éducation (VTÉ) s'est associée avec la fondation aux fins d'établir et de promouvoir des badges numériques qui seraient utilisées par les établissements d'éducation reconnus au Québec.
Cégep à distance du Collège de Rosemont offre des formations en ligne décernant des badges numériques pour la reconnaissance de formations suivies et de compétences acquises en ligne.

## Aspects sociaux
Les plus récentes générations C ou Net évoluent dans un contexte virtuel où l’environnement informatique fait partie de leurs quotidiens, que ce soit pour :
- leurs loisirs avec les sites ;
- leurs relations sociales avec les sites ;
- leurs milieux d’études en ligne avec les plateformes ;
- leurs environnements professionnels avec les sites.

La venue de certification et de diplomation accompagnées de badges numériques fait partie d’une réalité que John Seely Brown aurait reconnue.

## Sources
1. Le Web 2.0. Beaudin-Lecours, Martin. Clic, Bulletin collégial des technologies de l’information et des communications, no. 66, janvier 2008
2. Wiki Open Badge de la fondation de Mozilla
3. Discovery Education, a subsidiary of Discovery Communications, LLC. 2014* Discovery Education, a subsidiary of Discovery Communications, LLC. 2014